# Pomaretto
Pomaretto – miejscowość i gmina we Włoszech, w regionie Piemont, w prowincji Turyn.
Według danych na rok 2004 gminę zamieszkiwało 1085 osób, 135,6 os./km².